# Rottweiler
A rottweiler egy közepesen nagyméretű kutyafajta.

## Története
A rottweilernek nincsenek északi ősei. Amikor a római légiók visszavonultak Észak-Európából, otthagyták a kutyáikat, és ezek az erős kutyák hasznossá váltak. A középkorban Rottweil városában kezdték ezeket a kutyákat helybéli juhászkutyákkal keresztezni. Így jött létre az úgynevezett rottweiler mészáros kutya, melyeket vágómarhák terelésére használtak. Ezeket a kutyákat nagy előszeretettel vetették be a harcok során.

## Jellemzői
A kanok marmagassága 61–68 cm, a szukáké 56–63 cm. A szukák tömege kb. 42 kg, a kanoké 50 kg. Színe fekete-barna. A Nemzetközi Kinológiai Szövetség letétbe helyezett rottweiler standard a 147/19.06.2000/D sorszámot viseli. A rottweiler-tenyésztés arra törekszik, hogy egy olyan erőtől duzzadó fajta fejlődjön ki, amely súlyos egyéniséget tükröző összmegjelenésében ne legyen híján nemes vonásoknak.
Barátságos, békés alaptermészetű, jó idegzetű, hűséges, engedelmes, kitűnően tanítható. Megjelenése erőt sugároz, magabiztos, kiegyensúlyozott, szereti a gyerekeket. Tartózkodó, a környezeti befolyásokra nyugodtan reagál, de fenyegetés esetén védekezési készsége, jól kifejlett küzdő és védőképessége előtérbe kerül, a fájdalmas hatásoknak félelem nélkül ellenáll. A rottweiler nemcsak kiváló szolgálati, mentő, kísérő, rendőrségi, katonai, őrző-védő kutya, de családi, hobbi kutyaként is kitűnő. Ahhoz, hogy a rottweiler engedelmes, megbízható társ legyen, a kutyát megfelelően kell tanítani, nevelni sok szeretettel, játékkal, határozott irányítással.

## Gondozása
A felnőtt rottweiler nem igényel különösebb ápolást, gondozására nem kell sok időt fordítani. Évente egy fürdés, havonta átdörzsölés, a vedlő szőr kikefélése. Minőségi ételre van szüksége a felnevelés során, hogy a csontozata, ízületei egészségesen fejlődhessenek. Nagytestű kutyaként diszpláziára hajlamos. Szopornyica, parvo amely betegségekre különösen fogékony fajta, ezért a védőoltásokat időben be kell adatni. Laza hasfal esetén gyomorcsavarodásra hajlamos, ne etessük túl, és evés után ne engedjük szaladgálni. A csípőízületi és szívizomzati elváltozásokat megelőzhetjük, ha fokozottan figyelünk az étrendjére, kifejezetten a fajtára specializált eledelt kapnak, amely adalékai révén (pl. taurin, béta-karotin) biztosítja a szervezet normális működését. A hátulsó lábon a farkaskörmök nemkívánatosak, néhány naposan eltávolítandók.

## Rokonai
Rokonai a jól ismert fajták, például a dobermann, német juhászkutya, amely fajták őrző-védő munkakutyának elismertek.

## Természete
Barátságos, gyermekszerető, kitartó, megbízható, de határozott irányítás hiányában, megmutatja, hogy ki az „úr” a háznál. Főleg a kanok hajlamosak domináns viselkedésre, de következetes neveléssel, szocializációval, a dominanciára törekvés csökkenthető. Kiváló családi kutya és remek pajtás. Fő feladata az őrzés, gazdája biztonságáért akár az életét is adná. Egygazdás fajta, feltétlen engedelmességgel csak szeretett gazdájának dolgozik, de a családba beilleszkedve, többiektől is elfogad parancsokat. Saját területén belül megkérdőjelezhetetlenül ő az úr, azon kívül azonban megfelelő szocializációval tökéletesen nyugodt, agressziótól mentes.